# Naoko Mori
Naoko Mori (森 尚子 Mori Naoko?) (Nagoya, 29 de noviembre de 1971) es una actriz japonesa que vive y trabaja principalmente en el Reino Unido. Es más conocida por sus papeles en las series de televisión Absolutely Fabulous, Casualty, Doctor Who y Torchwood.

## Primeros años
Cuando tenía cuatro años, se mudó a Nueva Jersey por el trabajo de su padre. Volvió a Japón a los diez años, y se mudó a Londres dos años más tarde. Cuando sus padres fueron asignados de vuelta a Japón, le dieron a Mori la elección de volver a Japón con ellos o quedarse sola en Londres. Ella decidió quedarse en Londres, en parte porque quería terminar los estudios del Certificado General de Educación Secundaria y conseguir alguna cualificación. Asistió a la Royal Russell School. El padre de Mori le abrió una cuenta bancaria, le dio un libro de cheques, y le dijo que buscara un piso o pensión para vivir. Mori dijo que quedarse sola tan joven le ayudó a convertirse en una persona muy independiente, aunque aun así era un mundo aterrador al que enfrentarse tan joven.

## Carrera interpretativa

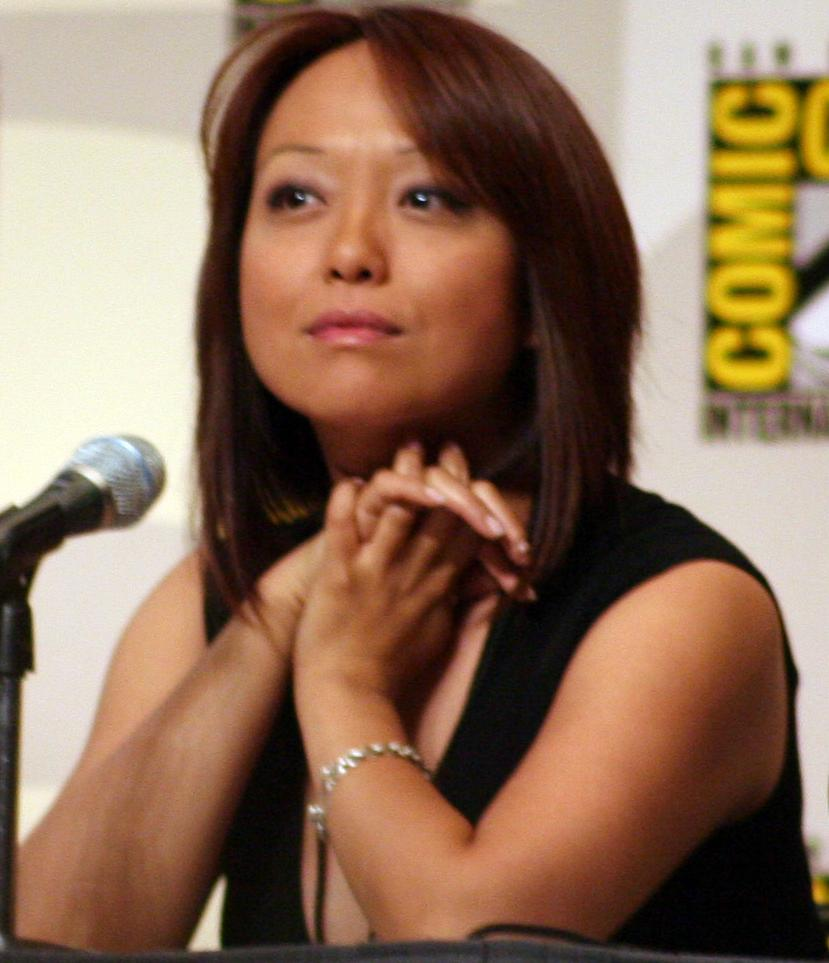
Mori en la Comic Con 2008.

Entre 1993 y 1994, Mori tuvo un papel regular en el drama médico Casualty como la recepcionista del hospital Mie Nishikawa. Le siguieron papeles en el cine, incluyendo apariciones en Spice World (1997) y Topsy-Turvy (1999), y un papel principal en Running Time (2000). Mori también apareció en los programas televisivos Thief Takers (1997), Judge John Deed (2001), Spooks (2002); Mile High (2003) y Powers (2004). En 1995, tuvo un pequeño papel como la hacker informática japonesa de la película Hackers. Mori tuvo un papel principal en el docudrama de 2005 de la BBC Hiroshima, que contenía una dramatización del bombardeo atómico de 1945 sobre Hiroshima y Nagasaki. También dio voz a la villana Mai Hem del videojuego Perfect Dark Hero, e interpretó a Mia, presentadora del concurso de poca duración Hot Tub Ranking, el mismo año, que duró seis entregas.
También en 2005, Mori tuvo un pequeño papel como la Doctora Sato en el episodio de Doctor Who "Alienígenas en Londres". El productor Russell T Davies tomó nota de su interpretación y decidió recuperar el personaje como regular en las dos primeras temporadas del spin-off de Doctor Who, Torchwood. El personaje de Mori, Toshiko Sato, murió en Heridas abiertas, el episodio que cerraba la segunda temporada de Torchwood, pero no ha descartado la posibilidad de volver al programa algún día. Regresó al West End el 20 de noviembre de 2006 cuando sucedió en el papel de la Nochebuena a Ann Harada en la producción londinense de Avenue Q, un papel que interpretó hasta el 14 de abril de 2007.
Mori interpretó a Yoko Ono en la producción de BBC Four Lennon Naked, que se emitió en Reino Unido el 23 de junio de 2010. El telefilme la reunió con Christopher Eccleston, que interpretaba a John Lennon, y con quien ya había coincidido en su aparición en Doctor Who. Antes de unirse a Torchwood, Mori interpretó a Kim en Miss Saigón junto a su futuro compañero John Barrowman como Chris.

## Vida personal
Mori es budista japonesa. Antes de hacerse actriz, quería ser cantante.

## Filmografía
| Año       | Título                      | Papel                  | Notas                                                        |
| --------- | --------------------------- | ---------------------- | ------------------------------------------------------------ |
| 1992      | Desmond's                   | Caroline               | Episodio de televisión: Growing Pains                        |
| 1992–2011 | Absolutely Fabulous         | Sarah                  | 12 Episodios                                                 |
| 1993–1994 | Casualty                    | Mie Nishi-Kawa         | 7 Episodios                                                  |
| 1995      | Hackers                     | Tokyo Hacker           |                                                              |
| 1997      | Spice World                 | Nicola                 |                                                              |
| 1997      | Thief Takers                | Minako Takahashi       | Episodio de televisión: Brand Loyalty & Black Mist           |
| 1998      | Bugs                        | Melissa                | Episodio de televisión: Jewel Control                        |
| 1999      | Psychos                     | Mariko Harris          |                                                              |
| 1999      | Topsy-Turvy                 | Miss 'Sixpence Please' |                                                              |
| 2000      | Running Time                | Michelle               |                                                              |
| 2001      | Judge John Deed             | Mutsumi Yesayahoo      | Episodio de televisión: Appropriate Response & Rough Justice |
| 2002      | Murder in Mind              | Naomi                  | Episodio de televisión: Rage                                 |
| 2002      | Spooks                      | Annette                | Episodio de televisión: The Rose Bed Memoirs                 |
| 2002      | Doctors                     | Molly Fletcher         | Episodio de televisión: Feet of Clay                         |
| 2003      | Manchild                    | Geisha Girl            |                                                              |
| 2003      | Mile High                   | Natsumi                | Temporada 1, Episodio 13                                     |
| 2004      | The Smoking Room            | Naoko                  |                                                              |
| 2005      | Doctor Who                  | Doctora Sato           | Alienígenas en Londres                                       |
| 2005      | Hiroshima                   | Shige Hiratsuka        |                                                              |
| 2005      | Hot Tub Ranking             | Mia                    | 6 Episodios                                                  |
| 2006      | Little Miss Jocelyn         | Cosmetóloga            | Temporada 1, Episodio 5                                      |
| 2006–2008 | Torchwood                   | Toshiko Sato           | Dos temporadas, 26 Episodios                                 |
| 2010      | Lennon Naked                | Yoko Ono               | [ 11 ]                                                       |
| 2011      | Private Practice            | Patricia Ramsey        | TV Episode: If You Don’t Know Me By Now                      |
| 2011      | Three Inches                | Annika                 | Episodio piloto (Reparto principal)                          |
| 2015      | Everest                     | Yasuko Namba           |                                                              |
| 2018      | Mamma Mia! Here We Go Again | Yumiko                 |                                                              |